# アピキウス (2世紀の人物)
アテナイオスの著作『食卓の賢人たち（デイプノソフィスタイ）』によると、アピキウス（アピシウス、ラテン語: Apicius、2世紀頃）は、古代ローマのコックで、115年ころにメソポタミアへ遠征していた際に、トラヤヌス帝に献上する生ガキを梱包する方法を発見した人物とされる。アテナイオスの著作は、関連部分が失われているため、アピキウスに関する情報は、『食卓の賢人たち』の概要を伝えるエピトーメを介してのものしかない。もし、その情報が正しければ、1世紀の最初のアピキウスから数えて、古代ローマの食に関する専門家としてアピキウスと名乗った3番目の人物ということになる。
古代ローマ後期の料理書『アピキウス』には、生ガキの保存処理のレシピがある。これは、この料理書に唯一残された、いずれかのアピキウスに関する歴史的情報であるかもしれない。

## 関連文献
- Dalby, Andrew (2003), Food in the Ancient World from A to Z, London, New York: Routledge, ISBN 0-415-23259-7 p. 16